# Lydella pallidipalpis
Lydella pallidipalpis là một loài ruồi trong họ Tachinidae.